# Klaus Steinbach
Klaus Steinbach (n. 14 decembrie 1952, Kleve, Republica Federală Germania, Germania) este un înotător german, medaliat olimpic. A participat la 2 ediții ale Jocurilor Olimpice (1972, 1976) în care a câștigat o medalie de argint și o medalie de bronz.